# Zara, Sivas
Zara là một huyện thuộc tỉnh Sivas, Thổ Nhĩ Kỳ. Huyện có diện tích 2578 km² và dân số thời điểm năm 2007 là 22217 người, mật độ 9 người/km².